# 中華人民共和國醫療體制改革
中华人民共和国医疗卫生体制改革（英語：Healthcare reform in China），简称中國醫療衛生改革或中国医改。
中国大陆于1970年代后期实行改革开放政策之后，从农村到城镇，从农业、工业到服务业开始进行逐步的渐进改革。工商业企业经历了承包制、责任制和股份制改造后逐渐改变了原来存在的幹多幹少一个样的「大锅饭」现象。
同时，医疗机构也或多或少的受到了这一大潮的影响：随着1980年代初期人民公社解体，原农村合作医疗制度在绝大部分地区迅速瓦解；在城镇范围，公费医疗制度和劳保医疗制度也在不同程度上逐渐衰落。而因为医疗关系到国计民生和社会稳定，相关问题又十分复杂，这一领域的新制度的建立一直较其他行业迟缓，十一五其間開始實行新農合。

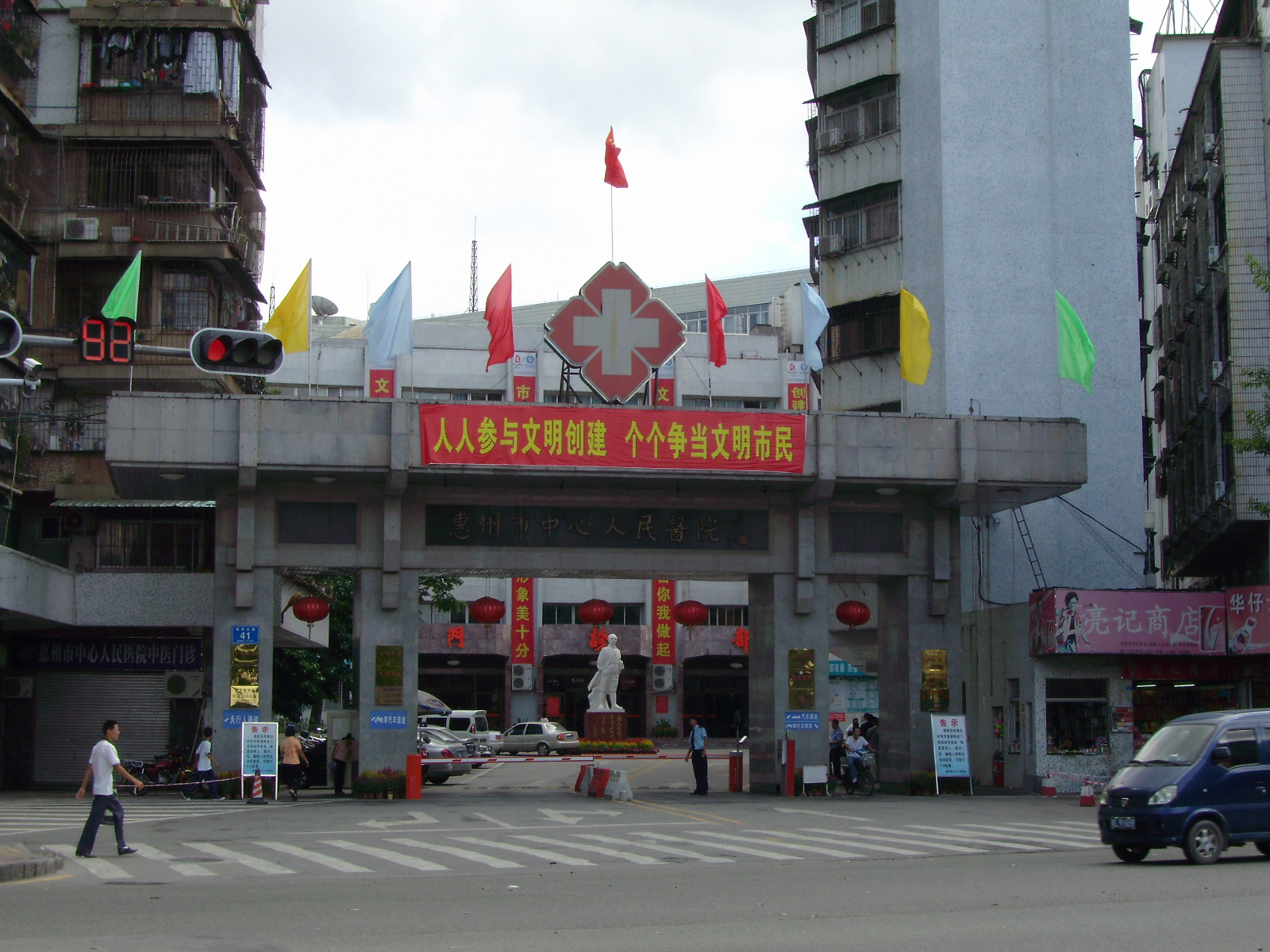
惠州市人民醫院正門標語

由于客观上存在着城乡二元体制，在关注医疗体制改革时，既要将城乡的医改联系起来，又要区别加以分析。中国医疗体制下一步如何改革、怎样使广大人口得到医疗保障体系的覆盖，是目前正在讨论、公众长时间期待中的医改方案主要内容。
中國醫療衛生改革是指現代中國的過去和正在進行中的醫療系統的轉型。中國政府，特別是國家衛生和計劃生育委員會（取代被撤銷的原衛生部）在這些改革中扮演主導角色。改革的重點是建立公共醫療保險體系，和增強公共醫療衛生提供者，這兩項是中國醫療系統的主要組成部分。在城市和農村地區，有三種政府醫療保險制度：城鎮居民醫療保險，城鎮職工醫療保險，還有新型農村合作醫療（簡稱新農合）制度，幾乎可把所有人都涵蓋在內。各種公共醫療衛生設施，包括縣或城市醫院，社區衛生中心，鄉鎮衛生所，被建立，以滿足各種需求。 《健康中國2030》對中國的當前和未來的改革提出概述。

## 历史

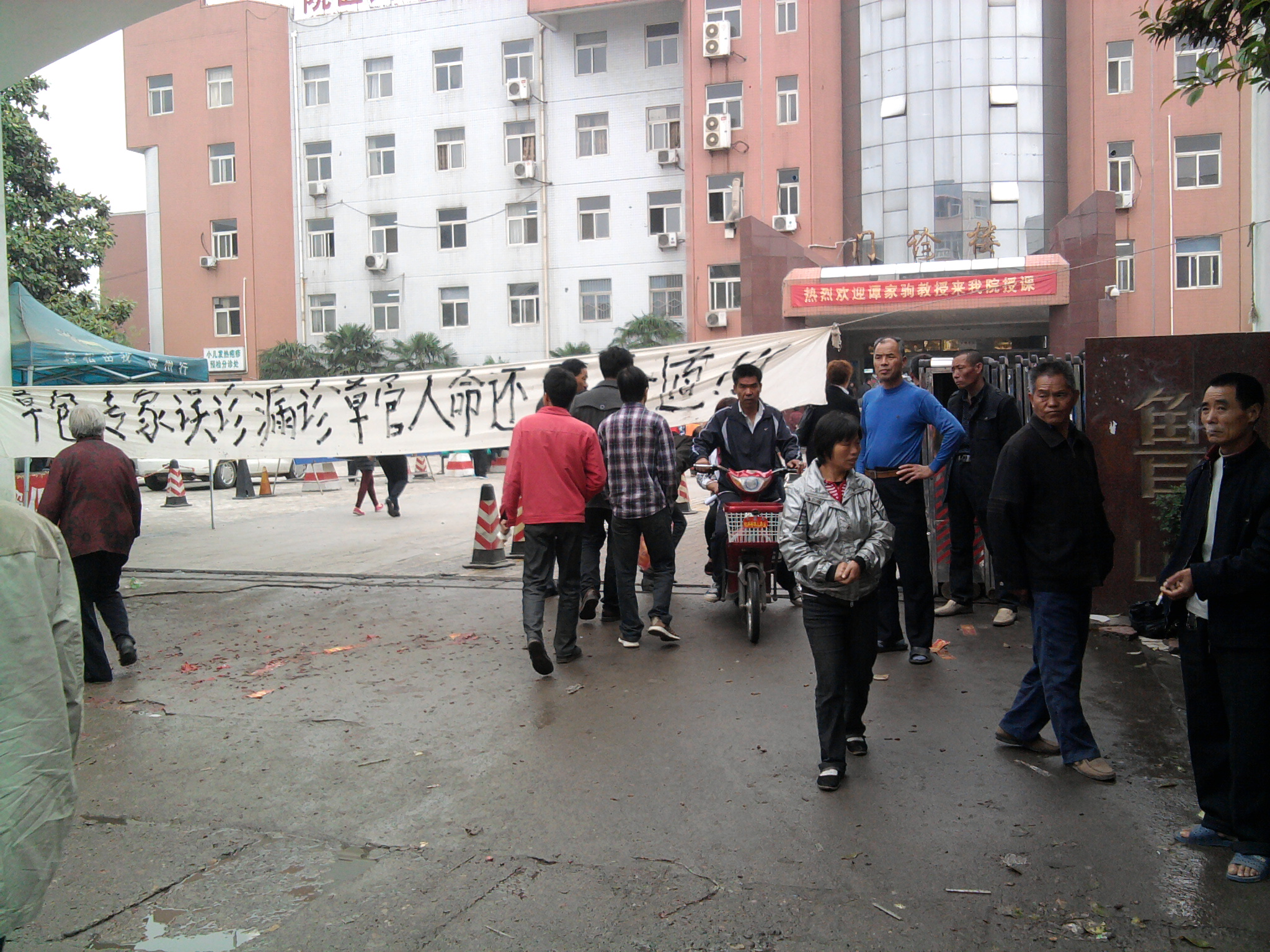
患者家属在医院门口拉起条幅抗议

在1980年代以前，中華人民共和國所採取的是社會主義方式的封閉式福利，工人以及國家機關的工作人員享有醫療等福利待遇，農民则普遍享受农村合作医疗制度。
从1978年改革開放後，开始中国政府对医疗保障体系开始长期改革，1979年《农村合作医疗章程》发布，开始试点改革农村合作医疗制，1996年试点农村实行合作医疗的行政村占全国行政村总数的17.1%，覆盖率为9.6%，但全国发展极不平衡，主要集中在经济比较发达的沿海省市。2002年，中国试点农村合作医疗制度的覆盖率为9.5%。2003年开始了新型农村合作医疗，并开始每年对中西部地区参加新型农村合作医疗的农民按人均10元人民幣安排补助资金。截至2004年12月，全国共有310个县参加了新型农村合作医疗，有1945万户，6899万农民参合，参合率达到了72.6%。2010年的覆盖面达到农村的80%以上。2011年政府对新农合和城镇居民医保补助标准均由上一年每人每年120元人民幣提高到200元；城镇居民医保、新农合政策范围内住院费用支付比例达到70%左右。2012年起，各级财政对新农合的补助标准从每人每年200元人民幣提高到每人每年240元。2013年新农合人均筹资水平达到340元，新农合资金达到2700亿元。
1988年3月，国务院批转了《国家体改委1989年经济体制改革要点》，指出，在丹东、四平、黄石、株洲进行城镇居民医疗保险试点，同时在深圳、海南进行社会保障制度综合改革试点，由此正式拉开了持续至今的医疗体制改革。1994年制定了《关于职工医疗制度改革的试点意见》在江苏省镇江市、江西省九江市开始了著名的“两江试点”。并开始扩大试点区域截至1998年底，全国参加医疗保险社会统筹与个人账户相结合改革的职工达401.7万人，离退休人员107.6万人，该年的医疗保险基金收入达19.5亿元。在1998之后开始第二阶段的医疗改革，1998年12月，国务院召开全国医疗保险制度改革工作会议，发布了《国务院关于建立城镇职工基本医疗保险制度的决定》，并在1999年全国范围内建立覆盖全体城镇职工的基本医疗保险制度。劳动和社会保障部于2003年5月出台了《关于城镇职工灵活就业人员参加医疗保险的指导意见》，并于次年5月又出台《关于推进混合所有制企业和非公有制经济组织从业人员参加医疗保险的意见》，将灵活就业人员、混合所有制企业和非公有制经济组织从业人员以及农村进城务工人员纳入医疗保险范围。2006年起医疗保险制度将农民工列为覆盖人群。2007年决定开展城镇居民基本医疗保险制度试点。2005年7月国务院办公厅发布了《关于建立城市医疗救助制度试点工作的意见》开始施行国家医疗应急救治制度，2013年中国已全国施行国家医疗应急救治制度。

## 一般準則

### 健康中國2020
2009年10月，衛生部部長陳竺宣布推行“健康中國2020”計劃，這個計劃的目的是到2020年為全中國人民提供全民醫療衛生，主要是透過修訂營養、農業、食物、和社會營銷等四項政策。計劃的重點是做慢性病預防，和促進選擇良好的生活方式，以及飲食習慣。特別讓公眾注意到肥胖症，缺乏運動，和不良飲食習慣。 《健康中國2020》把重點放在受全球化和現代化深入影響的城市人口稠密地區。此外，這項計劃的大部分內容都是透過媒體傳播，因地制宜，並且著重於透過社區本身，而不是經由法律來進行。 “健康中國2020”針對的多數目標區域集中在受到西方影響的城市地區。飲食引起肥胖問題，現代交通工具的湧入，對城市環境產生負面影響，人類健康隨之亦然。

### 2030年健康中國
2016年10月，在中共中央總書記習近平和總理李克強在北京的全國衛生與健康大會上發表有關主題演講後，國家衛生和計劃生育委員會發布《“健康中國2030”規劃綱要》，這是一份有關中國醫療衛生改革目標和計劃的最新綜合框架。
“2030年健康中國”的戰略主題是“共建共享，全民健康”。戰略的目標是到2030年實現如下的關鍵目標：持續改善人們的健康狀況、將預期壽命提高到79歲、有效控制主要危害健康的因素、大幅改善醫療衛生服務，大幅擴大醫療衛生產業，建立包容性的改善健康的監管體系。具體行動包括：加強學校的健康教育、促進健康的生活方式、鼓勵體能活動、增進獲得全民醫療衛生管道、提高醫療保衛生單位的服務品質，特別關注老年人、婦女、兒童和殘疾人士，對醫療保險、藥品和醫療設備系統做改革，等等。

## 醫療保險改革

### 農村合作醫療制度（1950–1980年代）
1949年，中華人民共和國成立，由衛生部主導中國的醫療衛生制度和政策。[7]由中央政府（而非地方政府）主導人民獲得醫療衛生服務。農村地區對於醫療改革的需求最大，因此農村合作醫療制度（RCMS）被設立，包含有三級系統，提供農村醫療衛生服務。農村合作醫療制度是根據預付費用計劃運作，包括個人收入繳款、農村集體福利基金、和上級政府的補貼。
第一級由赤腳醫生組成，他們受過基本衛生學和傳統中醫訓練。赤腳醫生是最簡單型的醫療服務形式，尤其是在農村地區。鄉鎮衛生所是農村合作醫療制度的第二級，由小型診所組成，政府提供經費，聘用醫事人員來提供服務。鄉鎮衛生所加上赤腳醫生，負責治療大多數常見疾病。農村合作醫療制度的第三級是縣醫院，負責對重病患者提供治療。它們主要由政府提供經費，但也與地方資源系統（提供設備、醫生等）合作。另外，還特別是在城市地區，推動公共衛生運動。目的在改善環境，以及衛生的狀況。
農村合作醫療制度把預期壽命顯著提高，同時降低某些疾病的罹患率。例如，預期壽命幾乎加一倍（從35歲增加到69歲），嬰兒死亡率從每1,000例活產，發生250例死亡，減少到40例死亡。此外，瘧疾發病率已從佔中國總人口的5.55％下降到0.3％。中央和地方政府以及社區為增進良好健康所做的努力，終能增進大眾的健康水準。這個制度目的在做疾病預防，並阻止各式病媒，例如引起瘧疾的蚊蟲傳播疾病。並特別在提高公眾健康意識方面作強調。
在毛澤東的支持下，農村合作醫療制度在文化大革命期間擴展迅速，在1976年達到總人口中有85％受到覆蓋的峰值。但是，由於農業部門的改革和1980年代人民公社的結束，農村合作醫療制度失去經濟和組織的基礎。因此，這個制度萎縮，在1984年的覆蓋率僅為9.6％。

## 醫療衛生提供者改革

### 醫院的變革（2010年至今）

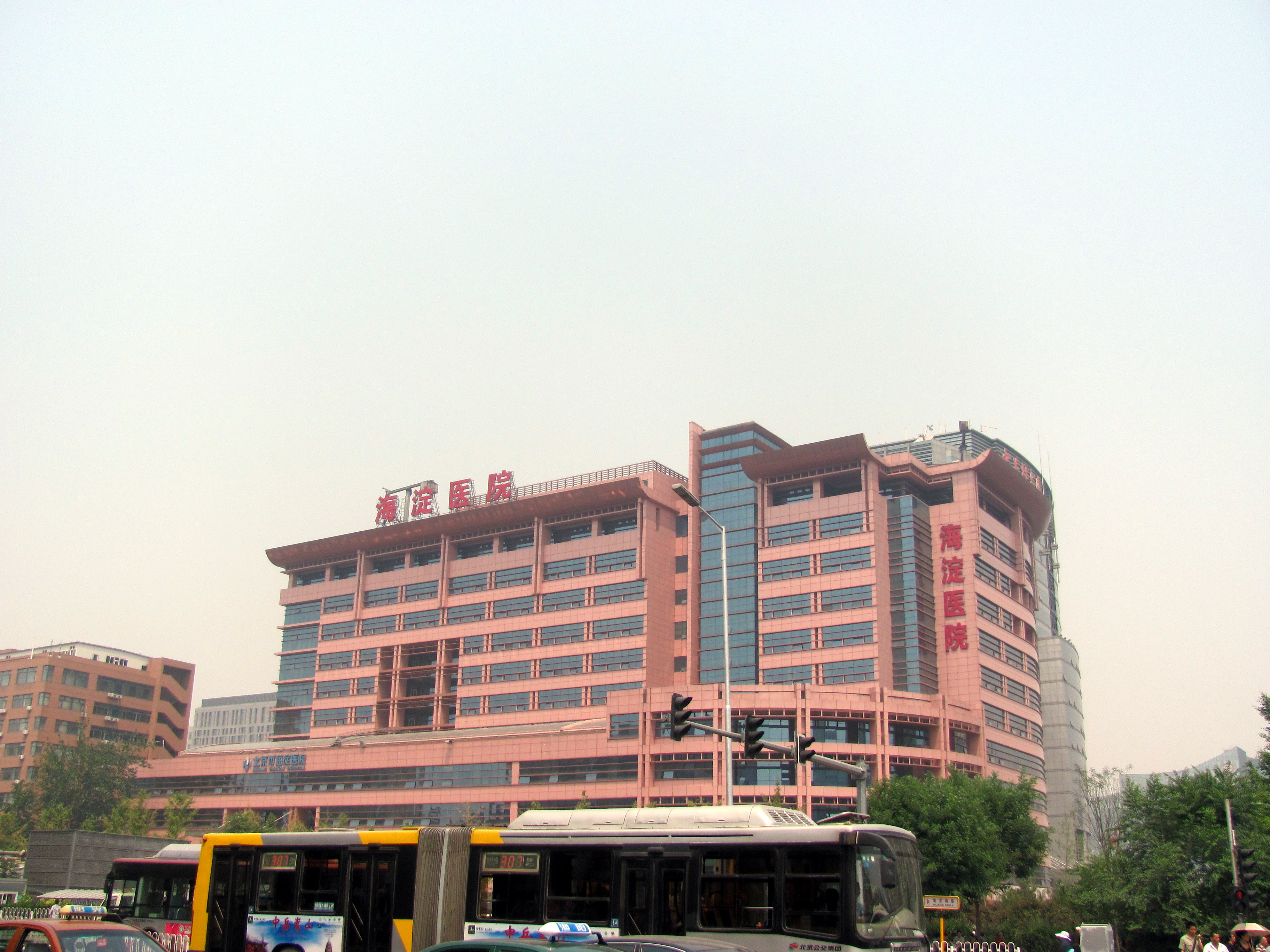
北京，海淀醫院

在中國，公立醫院被認為是最重要的醫療單位，可提供門診和住院服務。他們還肩負著重要的教學、訓練、和研究的責任。大多數的醫院都位在城市裡面。
但是，在醫院服務是否容易取得，而且患者是否負擔得起的問題，也帶來挑戰。首先是，為彌補不高的服務價格，而把藥品的價格設置得過高。醫生也對他們的收入不滿意。其次，醫生和患者之間的緊張關係，有時會引起衝突，甚至是發生針對醫生的暴力行為（醫鬧）。此外，患者並未依照疾病輕重的程度而分送到不同等級的醫院，導致醫院中的高級醫療資源被過度消耗。
醫院改革的目的是把公立醫院的社會福利本質維持住，並鼓勵公立醫院履行公共服務職能，為人民提供容易取得，而且是負擔得起的醫療服務。改革於 2010年在16個城市試行。2015年，一份新版本的指南發布，重點放在縣級醫院。2017年，公立醫院改革擴大，重點是消除醫院藥房和批發商之間的藥品價格差異。
對改革的結果，不同的研究有不同的結果。案例調查發現，薪酬制度的改革把服務數量和品質提高，但導致管理效率急劇下降。區域性證據顯示，雖然住院藥物使用減少，但自付費用卻增加。醫事人員雖然面對更高的壓力，和加班，但是他們的工作滿意度卻有提高。

### 其他醫療衛生提供者的變革
除公立醫院之外，眾多基層公共衛生機構和私人單位在提供醫療衛生服務方面，也發揮著獨特的作用。基層醫療機構的改革重點在於它們與醫院之間的合作、責任分配、對基層醫事人員的激勵和酬傭。私人機構受到鼓勵去提供醫療衛生服務，並與公共部門合作。

## 製藥業改革

### 國家基本藥物目錄（2009年至今）
2009年，國務院啟動基本藥物制度（簡稱為EDS），並發布包含307種藥物的國家基本藥物目錄（簡稱為EDL）的第一版。所有基層醫療機構只准準備、使用和銷售目錄所列藥物，少有例外。藥品價格由地區政府和藥品生產商協商確定，而在基層機構以零利潤方式出售。急診部的報銷率被設定得甚高。基本藥物目錄會根據需求和藥物開發而有變動。
但是，2015年，國務院把法規修改，阻止地方政府擴大基本藥物目錄。分析指出，如果給予地方政府在基本藥物目錄中添加新藥的權力，容易導致尋租行為，和對地方製藥產業的保護主義。此外，新準則把不准使用非目錄中藥物的規定取消，因為之前的限制曾導致基層機構中發生藥物短缺的情事。
對於基本藥物制度也有不同的觀點。麥肯錫公司在2013年的調查中發現，有超過三分之二的跨國製藥公司高管預計，基本藥物制度會對他們公司業務有負面影響。研究中提出對藥物選擇的過程做修改。

## 與外界合作

### 世界銀行衛生第八期項目
基本衛生服務項目（Basic Health Services Project）是國際夥伴關係方法改革模式的一個例子。這個項目是世界銀行在中國的第八個項目，由中國政府於1998年至2007年在有4,500萬人居住的97個貧困農業縣份實施。這個項目的實施目的是鼓勵地方官員測試創新策略，以對醫療衛生服務方面加強、改善獲得合格護理的機會、並降低重大疾病的影響。這個項目不像世界銀行以前的項目般只專注於根除特定疾病，而是一種普遍性改革醫療衛生的嚐試。供應方（醫療機構，製藥公司，醫事人員）和需求方（患者，農村居民）都是項目的目標對象。特別的是這個項目支持縣份的執行人把國家醫療衛生政策轉化，成為地方層級上有意義的戰略和行動。這個項目執行的成果是好壞參半。雖然政府把補貼增加，減少當地居民的自付費用，但衛生指標（減少疾病等），缺乏統計學上顯著的改善。

## 政策含義
中國在快速的經濟和體制變革的背景下，管理著重大醫療衛生系統改革，在英國的國際研究機構教育研究中心，對圍繞中國衛生系統那種基於合作的研究發展方式，對中國政策的含義作概述。中心把中國的醫療衛生與其他國家進行比較，顯示出醫療衛生組織對於政策能否落實，有非常重要的關係。在城市和農村地區，醫療衛生存在一些混亂和不平等的情況，但是在總體的品質上並未受到嚴重影響。某些激勵措施，例如調整醫療器械和藥品的價格，已在某種程度上把醫療衛生改善。改善工作中最大的障礙是每個縣份的政策步調不一致。教育研究中心建議在地方層級做創新測試，鼓勵它們從成功案例學習，並逐步建立能夠支持新的行事方法的機構。中心表明，如果別國的分析師和來支援的國際衛生組織的官員，想要強化與中國對等單位間的相互學習，則需要了解這種方法。

## 輿論
雖然中國從初始的醫療改革以來，人民的預期壽命有所增加，嬰兒死亡率有所下降，但醫療衛生服務的品質卻存在不協調的現象。在相當多的農村省份裡，對醫療品質的接受度研究顯示，在醫療服務所能提供，還有醫療成本所能負擔兩方面，公眾的理解仍存有差距。農村和城市地區的醫療品質仍存有差距。私人和公共經費單位之間的護理品質各不相同，由於一些農村地區的私人診所提供較好的服務和治療，人們更願意前往就診。實際上，Lim等人的研究顯示，在廣東、山西和四川等省份的農村地區中，有33％的農村居民使用私人診所，而非公立醫院。研究顯示，居民獲得醫療衛生的途徑並不僅僅是因為醫療衛生服務以及獲得性的存在，而是因為醫療衛生的品質，讓當地人寧願選擇私人診所。長期缺乏醫療保險，特別是在大多數農村地區（這些農村地區中有90％的人缺乏醫療保險）表明在醫療衛生平等方面持續存在著差距。

## 挑戰
許多少數群體在獲得醫療衛生平等方面仍面臨挑戰。由於1980年代的改革，政府在這一方面的補貼普遍增加，但即使如此，個人在醫療衛生方面的支出也有所增加。城鄉之間的醫療衛生平等差距現象依然存在，因為中國最近的政府改革，大多是集中在城市地區的緣故。雖然新型農村合作醫療制度（NRCMS）努力把這種不平等消除，但目前在農村地區提供全民醫療衛生服務仍有困難。更嚴重的是在農村地區的這種不平等現象，讓許多老年人在獲得醫療衛生服務方面仍然遭遇很大的困難，而且仍然沒有醫療保險覆蓋。
衛生政策制定者與少數群體一樣，也面臨挑戰。首先，一種把基本工資維持在較低水平，但又允許醫生透過處方藥和看診賺錢的系統，導致社會各層面會有人存有不正當動機，和運作效率低下的情況。其次，要發展醫療保險和社區籌集經費體系，來讓大多數人都能享受到醫療服務，與其他許多國家一樣，都是一種巨大的挑戰，尤其是當中國人口老齡化，而治療方法卻越來越複雜和昂貴。中國由於人口轉型模式經過一胎化，而導致更多的高齡人口產生。中國已經開發出幾種不同的模型來嘗試解決這些問題，例如最近的在地，以社區為基礎的項目。

## 参与制定中国医改方案的主要机构
- 主要政府部委：发改委、卫生部（衛生部在2013年被國家衛生和計劃生育委員會取代）、财政部、劳动和社会保障部、民政部等[39]。
- 主要学术或研究机构：国务院发展研究中心、北京大学、复旦大学、北京师范大学等单位[40]。
- 应中国政府之邀参与制定医改方案的三家海外独立机构为：世界银行、世界卫生组织(WHO)、麦肯锡公司[40]。

## 国务院深化医药卫生体制改革领导小组
（国办发〔2018〕132号文件通知设立）
- 组长：孙春兰
- 具体工作由国家发展和改革委员会承担
- 國務院深化醫藥衞生體制改革領導小組專家諮詢委員會:   该委员会主任由国家卫生和计划生育委员会副主任、国务院深化医药卫生体制改革领导小组办公室主任王贺胜兼任。咨询委员会由医药卫生相关领域的38位专家组成。[41]

2017年，安徽省天长市推动公立医院运行机制、管理体制和服务模式改革。天长醫改被称为县域医改的“天长模式”。

## 延伸阅读
- Bloom, Gerald and Tang, Shenglan. ed(s) (2004) Health care transition in urban China（页面存档备份，存于）. Ashgate, Aldershot
- Ofra Anson, Sun Shifang (2005) Health Care in Rural China: Lessons From HeBei Province. Ashgate Publishing
- Study in HSOP. Health and social protection: experiences from Cambodia, China and Lao. 2008, Institute of Tropical Medicine Antwerp.
- Meng, Qingyue. Health care pricing and payment reforms in China : The implications for health service delivery and cost containment（页面存档备份，存于）. PhD Thesis, 2006, Karolinska Institutet. ISBN 91-7140-576-3
- Dong, Hengjin. Health financing systems & drug use in rural China（页面存档备份，存于）. PhD Thesis, 2000, Karolinska Institutet. ISBN 91-628-3982-9
- Andrew Green. An Introduction to Health Planning in Developing Countries. New York: Oxford University Press, 1999 (2nd ed). ISBN 0-19-262984-0
- Willy L. De Geyndt. Managing the Quality of Health Care in Developing Countries（页面存档备份，存于）. Washington DC : World Bank, 1994. ISBN 0-8213-3092-6
- Chinese Health Care System Reform at a Crossroads（页面存档备份，存于） Japan Center for Economic Research (JCER) report. (Mar 1, 2007)
- Qingyue Meng, Xingzhu Liu, Reforming China's Healthcare System: Beijing's Strategy for Establishing Universal Coverage China Brief, 6(24). (December 6, 2006)
- Gregory C Chow. An Economic Analysis of Health Care in China.doc（页面存档备份，存于） Princeton University. (August 8, 2006)

2016年
- Luk, S.C.Y. (2016) Financing healthcare in China: Towards universal health insurance. Routledge, Taylor & Francis Group. ISBN  9781138844391

2014年
- 文学国、房志武. . 社会科学文献出版社. 2014  [2015-06-22]. ISBN 978-7-5097-6752-8. （原始内容存档于2015-06-22） （中文）.
- Qian, J. and Blomqvist, A. (2014) Health policy reform in China: A comparative perspective. Singapore: World Scientific Publishing Co Pte. ISBN 978-981-4425-88-9
- Luk, S.C.Y. (2014) Health insurance reforms in Asia: Financial pressures, policy initiatives and popular responses in Hong Kong, Shanghai and Singapore. London, United Kingdom: Routledge. ISBN 9781317748649

2006年
- 孟庆跃. . 瑞典卡洛林医学院 (Karolinska Institutet). 2006  [2007-05-26]. ISBN 91-7140-576-3. （原始内容存档于2007-06-15） （英语）.

2000年
- 董恒进. . 瑞典卡洛林医学院 (Karolinska Institutet). 2000  [2007-05-26]. ISBN 91-628-3982-9. （原始内容存档于2006-01-31） （英语）.